# Список переможців Кубка Девіса
Кубок Девіса (англ. Davis Cup), початково Міжнародний турнір з тенісу на траві (англ. International Lawn Tennis Challenge) — це найпрестижніші змагання серед чоловічих національних команд у світі тенісу. Щорічно проводяться під егідою Міжнародної федерації тенісу. 

## Список

### 1900—1909
- усі матчі були зіграні на траві та на відкритому повітрі

| Рік та місце проведення                        | Переможець турніру                                                                       | Рахунок у фіналі | Рахунок у фіналі      | Рахунок у фіналі | Рахунок у фіналі   | Рахунок у фіналі   | Рахунок у фіналі   | Рахунок у фіналі   | Рахунок у фіналі      | Рахунок у фіналі | Фіналіст                                                                           | Прим. |
| ---------------------------------------------- | ---------------------------------------------------------------------------------------- | ---------------- | --------------------- | ---------------- | ------------------ | ------------------ | ------------------ | ------------------ | --------------------- | ---------------- | ---------------------------------------------------------------------------------- | ----- |
| 1900 8.8—10.8 Бостон, Лонґвуд Крікет Клаб      | США (1) Двайт Девіс (к) Малкольм Вітман Голкомб Ворд                                     | 3:0              | 3:0                   | 3:0              | 3:0                | 3:0                | 3:0                | 3:0                | 3:0                   | 3:0              | Британські острови Артур Ґор (к) Ернест Блек Герберт Ропер-Барретт                 | [ 1 ] |
| 1900 8.8—10.8 Бостон, Лонґвуд Крікет Клаб      | США (1) Двайт Девіс (к) Малкольм Вітман Голкомб Ворд                                     | 1                | Девіс                 | 4:6              | 6:2                | 6:4                | 6:4                | 6:4                | Блек                  | 0                | Британські острови Артур Ґор (к) Ернест Блек Герберт Ропер-Барретт                 | [ 1 ] |
| 1900 8.8—10.8 Бостон, Лонґвуд Крікет Клаб      | США (1) Двайт Девіс (к) Малкольм Вітман Голкомб Ворд                                     | 2                | Вітман                | 6:1              | 6:3                | 6:2                | 6:2                | 6:2                | Ґор                   | 0                | Британські острови Артур Ґор (к) Ернест Блек Герберт Ропер-Барретт                 | [ 1 ] |
| 1900 8.8—10.8 Бостон, Лонґвуд Крікет Клаб      | США (1) Двайт Девіс (к) Малкольм Вітман Голкомб Ворд                                     | 3                | Девіс/Ворд            | 6:4              | 6:4                | 6:4                | 6:4                | 6:4                | Блек/Ропер-Баррет     | 0                | Британські острови Артур Ґор (к) Ернест Блек Герберт Ропер-Барретт                 | [ 1 ] |
| 1900 8.8—10.8 Бостон, Лонґвуд Крікет Клаб      | США (1) Двайт Девіс (к) Малкольм Вітман Голкомб Ворд                                     | 3                | Девіс                 | 9:7              | 9:9 — відмова Ґора | 9:9 — відмова Ґора | 9:9 — відмова Ґора | 9:9 — відмова Ґора | Ґор                   | 0                | Британські острови Артур Ґор (к) Ернест Блек Герберт Ропер-Барретт                 | [ 1 ] |
| 1900 8.8—10.8 Бостон, Лонґвуд Крікет Клаб      | США (1) Двайт Девіс (к) Малкольм Вітман Голкомб Ворд                                     | 3                | Вітман                | скасовано        | скасовано          | скасовано          | скасовано          | скасовано          | Блек                  | 0                | Британські острови Артур Ґор (к) Ернест Блек Герберт Ропер-Барретт                 | [ 1 ] |
| 1901 року турнір не проводився                 |                                                                                          |                  |                       |                  |                    |                    |                    |                    |                       |                  |                                                                                    |       |
| 1902 6.8—8.8 Нью-Йорк Крешчент Аслетік Клаб    | США (2) Малкольм Вітман (к) Вільям Ларнд Двайт Девіс Голкомб Ворд                        | 3:2              | 3:2                   | 3:2              | 3:2                | 3:2                | 3:2                | 3:2                | 3:2                   | 3:2              | Британські острови Вільям Коллінз (к) Лоренс Догерті Реджинальд Догерті Джошуа Пім | [ 2 ] |
| 1902 6.8—8.8 Нью-Йорк Крешчент Аслетік Клаб    | США (2) Малкольм Вітман (к) Вільям Ларнд Двайт Девіс Голкомб Ворд                        | 1                | Вітман                | 6:1              | 6:1                | 1:6                | 6:0                | 6:0                | Пім                   | 0                | Британські острови Вільям Коллінз (к) Лоренс Догерті Реджинальд Догерті Джошуа Пім | [ 2 ] |
| 1902 6.8—8.8 Нью-Йорк Крешчент Аслетік Клаб    | США (2) Малкольм Вітман (к) Вільям Ларнд Двайт Девіс Голкомб Ворд                        | 1                | Ларнд                 | 6:2              | 6:3                | 3:6                | 4:6                | 4:6                | Р. Догерті            | 1                | Британські острови Вільям Коллінз (к) Лоренс Догерті Реджинальд Догерті Джошуа Пім | [ 2 ] |
| 1902 6.8—8.8 Нью-Йорк Крешчент Аслетік Клаб    | США (2) Малкольм Вітман (к) Вільям Ларнд Двайт Девіс Голкомб Ворд                        | 1                | Девіс/Ворд            | 6:3              | 8:10               | 3:6                | 4:6                | 4:6                | Р. Догерті/Л. Догерті | 2                | Британські острови Вільям Коллінз (к) Лоренс Догерті Реджинальд Догерті Джошуа Пім | [ 2 ] |
| 1902 6.8—8.8 Нью-Йорк Крешчент Аслетік Клаб    | США (2) Малкольм Вітман (к) Вільям Ларнд Двайт Девіс Голкомб Ворд                        | 2                | Ларнд                 | 6:3              | 6:2                | 6:2                | 6:3                | 6:3                | Пім                   | 2                | Британські острови Вільям Коллінз (к) Лоренс Догерті Реджинальд Догерті Джошуа Пім | [ 2 ] |
| 1902 6.8—8.8 Нью-Йорк Крешчент Аслетік Клаб    | США (2) Малкольм Вітман (к) Вільям Ларнд Двайт Девіс Голкомб Ворд                        | 3                | Вітман                | 6:1              | 7:5                | 7:5                | 6:4                | 6:4                | Р. Догерті            | 2                | Британські острови Вільям Коллінз (к) Лоренс Догерті Реджинальд Догерті Джошуа Пім | [ 2 ] |
| 1903 4.8—8.8 Бостон, Лонґвуд Крікет Клаб       | Британські острови (1) Вільям Коллінз (к) Лоренс Догерті Реджинальд Догерті              | 4:1              | 4:1                   | 4:1              | 4:1                | 4:1                | 4:1                | 4:1                | 4:1                   | 4:1              | США Вільям Ларнд (к) Роберт Ренн Джордж Ренн                                       | [ 3 ] |
| 1903 4.8—8.8 Бостон, Лонґвуд Крікет Клаб       | Британські острови (1) Вільям Коллінз (к) Лоренс Догерті Реджинальд Догерті              | 0                | Р. Догерті            | технічна поразка | технічна поразка   | технічна поразка   | технічна поразка   | технічна поразка   | Ларнд                 | 1                | США Вільям Ларнд (к) Роберт Ренн Джордж Ренн                                       | [ 3 ] |
| 1903 4.8—8.8 Бостон, Лонґвуд Крікет Клаб       | Британські острови (1) Вільям Коллінз (к) Лоренс Догерті Реджинальд Догерті              | 1                | Л. Догерті            | 6:0              | 6:3                | 6:3                | 6:4                | 6:4                | Р. Ренн               | 1                | США Вільям Ларнд (к) Роберт Ренн Джордж Ренн                                       | [ 3 ] |
| 1903 4.8—8.8 Бостон, Лонґвуд Крікет Клаб       | Британські острови (1) Вільям Коллінз (к) Лоренс Догерті Реджинальд Догерті              | 2                | Л. Догерті/Р. Догерті | 7:5              | 9:7                | 2:6                | 6:3                | 6:3                | Р. Ренн/Дж. Ренн      | 1                | США Вільям Ларнд (к) Роберт Ренн Джордж Ренн                                       | [ 3 ] |
| 1903 4.8—8.8 Бостон, Лонґвуд Крікет Клаб       | Британські острови (1) Вільям Коллінз (к) Лоренс Догерті Реджинальд Догерті              | 3                | Л. Догерті            | 6:3              | 6:8                | 6:0                | 2:6                | 7:5                | Ларнд                 | 1                | США Вільям Ларнд (к) Роберт Ренн Джордж Ренн                                       | [ 3 ] |
| 1903 4.8—8.8 Бостон, Лонґвуд Крікет Клаб       | Британські острови (1) Вільям Коллінз (к) Лоренс Догерті Реджинальд Догерті              | 4                | Р. Догерті            | 6:4              | 3:6                | 6:3                | 6:8                | 6:4                | Р. Ренн               | 1                | США Вільям Ларнд (к) Роберт Ренн Джордж Ренн                                       | [ 3 ] |
| 1904 2.7—5.7 Лондон, Уорпл Роуд, Вібмлдон      | Британські острови (2) Вільям Коллінз (к) Лоренс Догерті Реджинальд Догерті Френк Райслі | 5:0              | 5:0                   | 5:0              | 5:0                | 5:0                | 5:0                | 5:0                | 5:0                   | 5:0              | Бельгія Поль де Борман (к) Війом де Варзі                                          | [ 4 ] |
| 1904 2.7—5.7 Лондон, Уорпл Роуд, Вібмлдон      | Британські острови (2) Вільям Коллінз (к) Лоренс Догерті Реджинальд Догерті Френк Райслі | 1                | Райслі                | 6:1              | 6:4                | 6:4                | 6:2                | 6:2                | де Варзі              | 0                | Бельгія Поль де Борман (к) Війом де Варзі                                          | [ 4 ] |
| 1904 2.7—5.7 Лондон, Уорпл Роуд, Вібмлдон      | Британські острови (2) Вільям Коллінз (к) Лоренс Догерті Реджинальд Догерті Френк Райслі | 2                | Л. Догерті            | 6:4              | 6:1                | 6:1                | 6:1                | 6:1                | де Борман             | 0                | Бельгія Поль де Борман (к) Війом де Варзі                                          | [ 4 ] |
| 1904 2.7—5.7 Лондон, Уорпл Роуд, Вібмлдон      | Британські острови (2) Вільям Коллінз (к) Лоренс Догерті Реджинальд Догерті Френк Райслі | 3                | Л. Догерті/Р. Догерті | 6:0              | 6:1                | 6:1                | 6:3                | 6:3                | де Борман/де Варзі    | 0                | Бельгія Поль де Борман (к) Війом де Варзі                                          | [ 4 ] |
| 1904 2.7—5.7 Лондон, Уорпл Роуд, Вібмлдон      | Британські острови (2) Вільям Коллінз (к) Лоренс Догерті Реджинальд Догерті Френк Райслі | 4                | Л. Догерті            | технічна поразка | технічна поразка   | технічна поразка   | технічна поразка   | технічна поразка   | де Варзі              | 0                | Бельгія Поль де Борман (к) Війом де Варзі                                          | [ 4 ] |
| 1904 2.7—5.7 Лондон, Уорпл Роуд, Вібмлдон      | Британські острови (2) Вільям Коллінз (к) Лоренс Догерті Реджинальд Догерті Френк Райслі | 5                | Райслі                | 4:6              | 6:2                | 8:6                | 7:5                | 7:5                | де Борман             | 0                | Бельгія Поль де Борман (к) Війом де Варзі                                          | [ 4 ] |
| 1905 21.7—24.4 Лондон Уорпл Роуд, Вібмлдон     | Британські острови (3) Вільям Коллінз (к) Лоренс Догерті Реджинальд Догерті Сідні Сміт   | 5:0              | 5:0                   | 5:0              | 5:0                | 5:0                | 5:0                | 5:0                | 5:0                   | 5:0              | США Пол Даш'єл (к) Вільям Ларнд Голкомб Ворд Вільям Клотіє Білс Райт               | [ 5 ] |
| 1905 21.7—24.4 Лондон Уорпл Роуд, Вібмлдон     | Британські острови (3) Вільям Коллінз (к) Лоренс Догерті Реджинальд Догерті Сідні Сміт   | 1                | Л. Догерті            | 7:9              | 4:6                | 6:1                | 6:2                | 6:0                | Ворд                  | 0                | США Пол Даш'єл (к) Вільям Ларнд Голкомб Ворд Вільям Клотіє Білс Райт               | [ 5 ] |
| 1905 21.7—24.4 Лондон Уорпл Роуд, Вібмлдон     | Британські острови (3) Вільям Коллінз (к) Лоренс Догерті Реджинальд Догерті Сідні Сміт   | 2                | Сміт                  | 6:4              | 6:4                | 5:7                | 6:4                | 6:4                | Ларнд                 | 0                | США Пол Даш'єл (к) Вільям Ларнд Голкомб Ворд Вільям Клотіє Білс Райт               | [ 5 ] |
| 1905 21.7—24.4 Лондон Уорпл Роуд, Вібмлдон     | Британські острови (3) Вільям Коллінз (к) Лоренс Догерті Реджинальд Догерті Сідні Сміт   | 3                | Р. Догерті/Л. Догерті | 8:10             | 6:2                | 6:2                | 4:6                | 8:6                | Ворд/Райт             | 0                | США Пол Даш'єл (к) Вільям Ларнд Голкомб Ворд Вільям Клотіє Білс Райт               | [ 5 ] |
| 1905 21.7—24.4 Лондон Уорпл Роуд, Вібмлдон     | Британські острови (3) Вільям Коллінз (к) Лоренс Догерті Реджинальд Догерті Сідні Сміт   | 4                | Л. Догерті            | 6:4              | 2:6                | 6:8                | 6:4                | 6:2                | Ларнд                 | 0                | США Пол Даш'єл (к) Вільям Ларнд Голкомб Ворд Вільям Клотіє Білс Райт               | [ 5 ] |
| 1905 21.7—24.4 Лондон Уорпл Роуд, Вібмлдон     | Британські острови (3) Вільям Коллінз (к) Лоренс Догерті Реджинальд Догерті Сідні Сміт   | 5                | Сміт                  | 3:6              | 6:1                | 6:4                | 6:3                | 6:3                | Клотіє                | 0                | США Пол Даш'єл (к) Вільям Ларнд Голкомб Ворд Вільям Клотіє Білс Райт               | [ 5 ] |
| 1906 15.6—18.6 Лондон Уорпл Роуд, Вібмлдон     | Британські острови (4) Вільям Коллінз (к) Лоренс Догерті Реджинальд Догерті Сідні Сміт   | 5:0              | 5:0                   | 5:0              | 5:0                | 5:0                | 5:0                | 5:0                | 5:0                   | 5:0              | США Білс Райт (к) Голкомб Ворд Реймонд Літтл                                       | [ 6 ] |
| 1906 15.6—18.6 Лондон Уорпл Роуд, Вібмлдон     | Британські острови (4) Вільям Коллінз (к) Лоренс Догерті Реджинальд Догерті Сідні Сміт   | 1                | Сміт                  | 6:4              | 6:4                | 6:4                | 6:1                | 6:1                | Літтл                 | 0                | США Білс Райт (к) Голкомб Ворд Реймонд Літтл                                       | [ 6 ] |
| 1906 15.6—18.6 Лондон Уорпл Роуд, Вібмлдон     | Британські острови (4) Вільям Коллінз (к) Лоренс Догерті Реджинальд Догерті Сідні Сміт   | 2                | Л. Догерті            | 6:2              | 8:6                | 8:6                | 6:3                | 6:3                | Ворд                  | 0                | США Білс Райт (к) Голкомб Ворд Реймонд Літтл                                       | [ 6 ] |
| 1906 15.6—18.6 Лондон Уорпл Роуд, Вібмлдон     | Британські острови (4) Вільям Коллінз (к) Лоренс Догерті Реджинальд Догерті Сідні Сміт   | 3                | Л. Догерті/Р. Догерті | 3:6              | 11:9               | 9:7                | 6:1                | 6:1                | Літтл/Ворд            | 0                | США Білс Райт (к) Голкомб Ворд Реймонд Літтл                                       | [ 6 ] |
| 1906 15.6—18.6 Лондон Уорпл Роуд, Вібмлдон     | Британські острови (4) Вільям Коллінз (к) Лоренс Догерті Реджинальд Догерті Сідні Сміт   | 4                | Сміт                  | 6:1              | 6:0                | 6:0                | 6:4                | 6:4                | Ворд                  | 0                | США Білс Райт (к) Голкомб Ворд Реймонд Літтл                                       | [ 6 ] |
| 1906 15.6—18.6 Лондон Уорпл Роуд, Вібмлдон     | Британські острови (4) Вільям Коллінз (к) Лоренс Догерті Реджинальд Догерті Сідні Сміт   | 5                | Л. Догерті            | 3:6              | 6:3                | 6:8                | 6:1                | 6:3                | Літтл                 | 0                | США Білс Райт (к) Голкомб Ворд Реймонд Літтл                                       | [ 6 ] |
| 1907 20.7—23.7 Лондон Уорпл Роуд, Вібмлдон     | Австралазія (1) Ентоні Вілдінґ (к) Норман Брукс                                          | 3:2              | 3:2                   | 3:2              | 3:2                | 3:2                | 3:2                | 3:2                | 3:2                   | 3:2              | Британські острови Вільям Коллінз (к) Артур Ґор Герберт Ропер-Барретт              | [ 7 ] |
| 1907 20.7—23.7 Лондон Уорпл Роуд, Вібмлдон     | Австралазія (1) Ентоні Вілдінґ (к) Норман Брукс                                          | 1                | Брукс                 | 7:5              | 6:1                | 6:1                | 7:5                | 7:5                | Гор                   | 0                | Британські острови Вільям Коллінз (к) Артур Ґор Герберт Ропер-Барретт              | [ 7 ] |
| 1907 20.7—23.7 Лондон Уорпл Роуд, Вібмлдон     | Австралазія (1) Ентоні Вілдінґ (к) Норман Брукс                                          | 2                | Вілдінг               | 1:6              | 6:4                | 6:3                | 7:5                | 7:5                | Ропер-Барретт         | 0                | Британські острови Вільям Коллінз (к) Артур Ґор Герберт Ропер-Барретт              | [ 7 ] |
| 1907 20.7—23.7 Лондон Уорпл Роуд, Вібмлдон     | Австралазія (1) Ентоні Вілдінґ (к) Норман Брукс                                          | 2                | Брукс/Вілдінг         | 6:3              | 6:4                | 5:7                | 2:6                | 11:13              | Гор/Ропер-Барретт     | 1                | Британські острови Вільям Коллінз (к) Артур Ґор Герберт Ропер-Барретт              | [ 7 ] |
| 1907 20.7—23.7 Лондон Уорпл Роуд, Вібмлдон     | Австралазія (1) Ентоні Вілдінґ (к) Норман Брукс                                          | 2                | Вілдінг               | 6:3              | 3:6                | 5:7                | 2:6                | 2:6                | Гор                   | 2                | Британські острови Вільям Коллінз (к) Артур Ґор Герберт Ропер-Барретт              | [ 7 ] |
| 1907 20.7—23.7 Лондон Уорпл Роуд, Вібмлдон     | Австралазія (1) Ентоні Вілдінґ (к) Норман Брукс                                          | 3                | Брукс                 | 6:2              | 6:0                | 6:0                | 6:3                | 6:3                | Ропер-Барретт         | 2                | Британські острови Вільям Коллінз (к) Артур Ґор Герберт Ропер-Барретт              | [ 7 ] |
| 1908 27.11—30.11 Мельбурн Алберт Крікет Ґраунд | Австралазія (2) Норман Брукс (к) Ентоні Вілдінг                                          | 3:2              | 3:2                   | 3:2              | 3:2                | 3:2                | 3:2                | 3:2                | 3:2                   | 3:2              | США Білс Райт (к) Фред Александер                                                  | [ 8 ] |
| 1908 27.11—30.11 Мельбурн Алберт Крікет Ґраунд | Австралазія (2) Норман Брукс (к) Ентоні Вілдінг                                          | 1                | Брукс                 | 5:7              | 9:7                | 6:2                | 4:6                | 6:3                | Александер            | 0                | США Білс Райт (к) Фред Александер                                                  | [ 8 ] |
| 1908 27.11—30.11 Мельбурн Алберт Крікет Ґраунд | Австралазія (2) Норман Брукс (к) Ентоні Вілдінг                                          | 1                | Вілдінг               | 6:3              | 5:7                | 3:6                | 1:6                | 1:6                | Райт                  | 1                | США Білс Райт (к) Фред Александер                                                  | [ 8 ] |
| 1908 27.11—30.11 Мельбурн Алберт Крікет Ґраунд | Австралазія (2) Норман Брукс (к) Ентоні Вілдінг                                          | 2                | Брукс/Вілдінг         | 6:4              | 6:2                | 5:7                | 2:6                | 6:4                | Александер/Райт       | 1                | США Білс Райт (к) Фред Александер                                                  | [ 8 ] |
| 1908 27.11—30.11 Мельбурн Алберт Крікет Ґраунд | Австралазія (2) Норман Брукс (к) Ентоні Вілдінг                                          | 2                | Брукс                 | 6:0              | 6:3                | 5:7                | 2:6                | 10:12              | Райт                  | 2                | США Білс Райт (к) Фред Александер                                                  | [ 8 ] |
| 1908 27.11—30.11 Мельбурн Алберт Крікет Ґраунд | Австралазія (2) Норман Брукс (к) Ентоні Вілдінг                                          | 3                | Вілдінг               | 6:3              | 6:4                | 6:4                | 6:1                | 6:1                | Александер            | 2                | США Білс Райт (к) Фред Александер                                                  | [ 8 ] |
| 1909 27.11—30.11 Сідней Дабл Бей Ґраунд        | Австралазія (3) Норман Брукс (к) Ентоні Вілдінг                                          | 5:0              | 5:0                   | 5:0              | 5:0                | 5:0                | 5:0                | 5:0                | 5:0                   | 5:0              | США Моріс Мак-Лафлін (к) Мелвілл Лонг                                              | [ 9 ] |
| 1909 27.11—30.11 Сідней Дабл Бей Ґраунд        | Австралазія (3) Норман Брукс (к) Ентоні Вілдінг                                          | 1                | Брукс                 | 6:2              | 6:2                | 6:2                | 6:4                | 6:4                | Мак-Лафлін            | 0                | США Моріс Мак-Лафлін (к) Мелвілл Лонг                                              | [ 9 ] |
| 1909 27.11—30.11 Сідней Дабл Бей Ґраунд        | Австралазія (3) Норман Брукс (к) Ентоні Вілдінг                                          | 2                | Вілдінг               | 6:2              | 7:5                | 7:5                | 6:1                | 6:1                | Лонг                  | 0                | США Моріс Мак-Лафлін (к) Мелвілл Лонг                                              | [ 9 ] |
| 1909 27.11—30.11 Сідней Дабл Бей Ґраунд        | Австралазія (3) Норман Брукс (к) Ентоні Вілдінг                                          | 3                | Брукс/Вілдінг         | 12:10            | 9:7                | 9:7                | 6:3                | 6:3                | Мак-Лафлін/Лонг       | 0                | США Моріс Мак-Лафлін (к) Мелвілл Лонг                                              | [ 9 ] |
| 1909 27.11—30.11 Сідней Дабл Бей Ґраунд        | Австралазія (3) Норман Брукс (к) Ентоні Вілдінг                                          | 4                | Брукс                 | 6:4              | 7:5                | 7:5                | 8:6                | 8:6                | Лонг                  | 0                | США Моріс Мак-Лафлін (к) Мелвілл Лонг                                              | [ 9 ] |
| 1909 27.11—30.11 Сідней Дабл Бей Ґраунд        | Австралазія (3) Норман Брукс (к) Ентоні Вілдінг                                          | 5                | Вілдінг               | 3:6              | 8:6                | 6:2                | 6:3                | 6:3                | Мак-Лафлін            | 0                | США Моріс Мак-Лафлін (к) Мелвілл Лонг                                              | [ 9 ] |

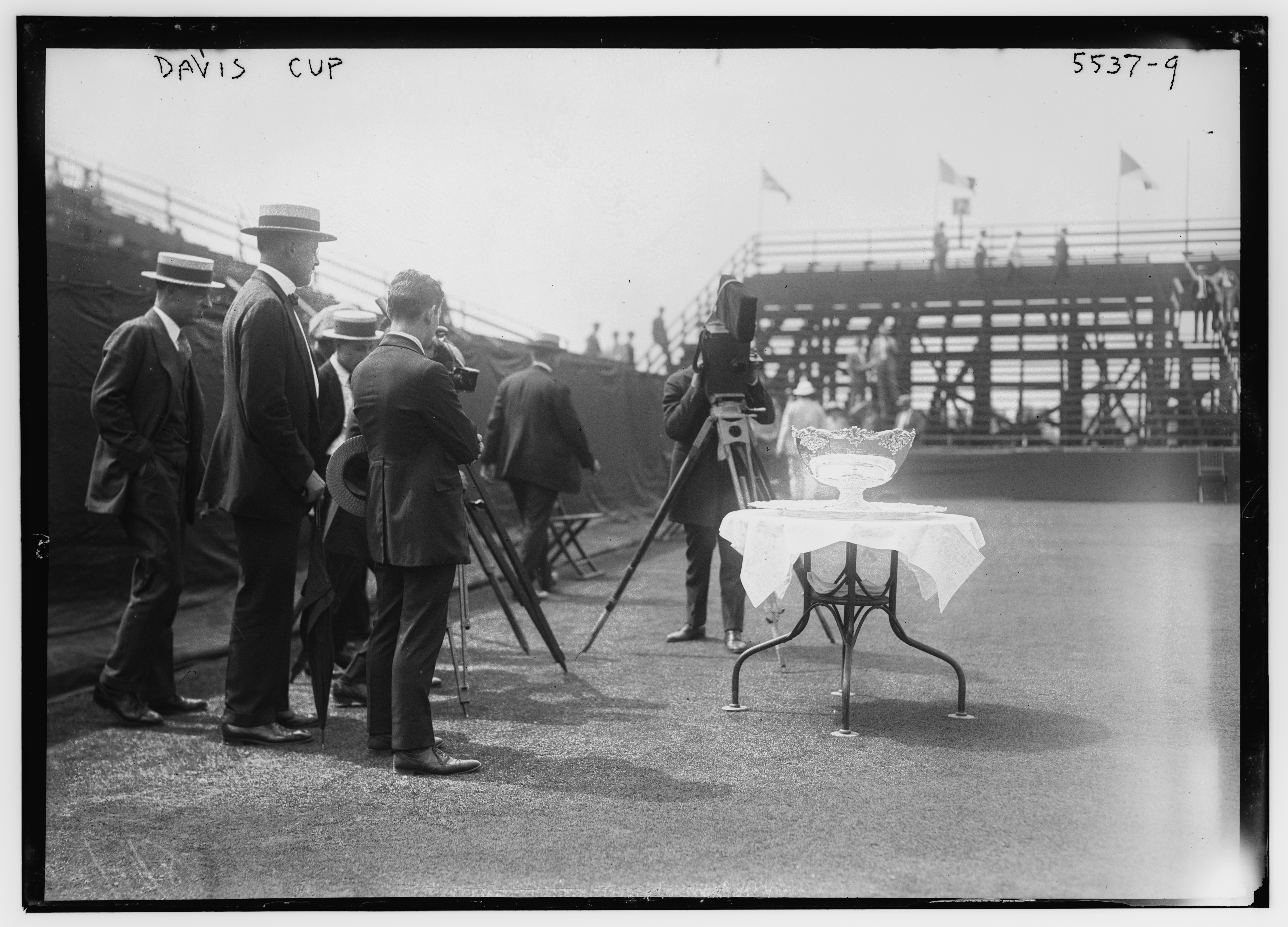
Інавгураційне нагородження 1900 року
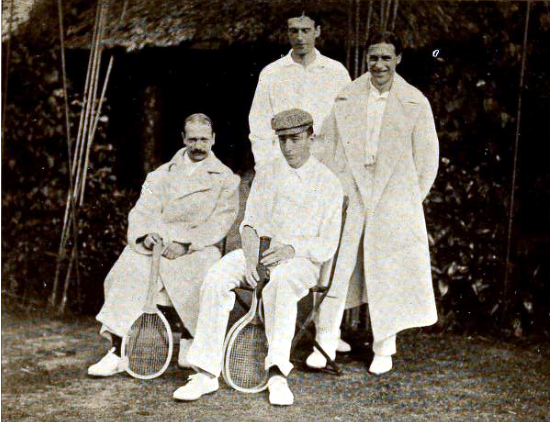
Бельгійські та британські тенісисти, 1904
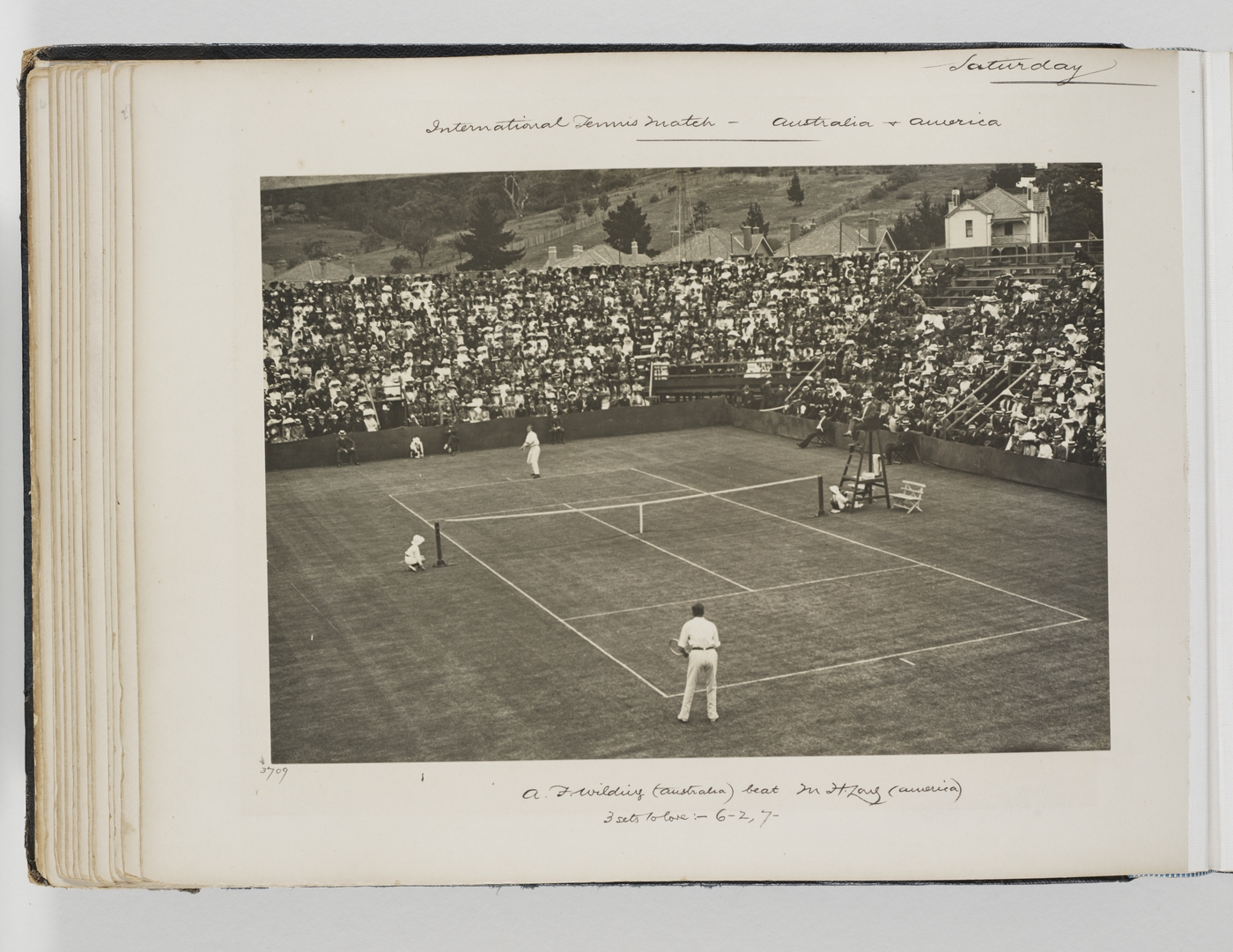
Матч під час фіналу кубка Девіса 1909

### 1910—1919
| Рік та місце проведення                         | Переможець турніру                                                                      | Рахунок у фіналі | Рахунок у фіналі  | Рахунок у фіналі | Рахунок у фіналі | Рахунок у фіналі | Рахунок у фіналі | Рахунок у фіналі | Рахунок у фіналі     | Рахунок у фіналі | Фіналіст                                                                              | Прим.  |
| ----------------------------------------------- | --------------------------------------------------------------------------------------- | ---------------- | ----------------- | ---------------- | ---------------- | ---------------- | ---------------- | ---------------- | -------------------- | ---------------- | ------------------------------------------------------------------------------------- | ------ |
| 1910 року турнір не проводився                  |                                                                                         |                  |                   |                  |                  |                  |                  |                  |                      |                  |                                                                                       |        |
| 1911 1.1—3.1.1912 Крайстчерч, Гаґлі Парк        | Австралазія (4) Норман Брукс (к) Алфред Данлоп Родні Гіт                                | 5:0              | 5:0               | 5:0              | 5:0              | 5:0              | 5:0              | 5:0              | 5:0                  | 5:0              | США Вільям Ларнд (к) Моріс Мак-Лафін Білс Райт                                        | [ 10 ] |
| 1911 1.1—3.1.1912 Крайстчерч, Гаґлі Парк        | Австралазія (4) Норман Брукс (к) Алфред Данлоп Родні Гіт                                | 1                | Брукс             | 6:4              | 2:6              | 6:3              | 6:3              | 6:3              | Райт                 | 0                | США Вільям Ларнд (к) Моріс Мак-Лафін Білс Райт                                        | [ 10 ] |
| 1911 1.1—3.1.1912 Крайстчерч, Гаґлі Парк        | Австралазія (4) Норман Брукс (к) Алфред Данлоп Родні Гіт                                | 2                | Гіт               | 2:6              | 6:1              | 7:5              | 6:2              | 6:2              | Ларнд                | 0                | США Вільям Ларнд (к) Моріс Мак-Лафін Білс Райт                                        | [ 10 ] |
| 1911 1.1—3.1.1912 Крайстчерч, Гаґлі Парк        | Австралазія (4) Норман Брукс (к) Алфред Данлоп Родні Гіт                                | 3                | Брукс/Данлоп      | 6:4              | 5:7              | 7:5              | 6:4              | 6:4              | Мак-Лафін/Райт       | 0                | США Вільям Ларнд (к) Моріс Мак-Лафін Білс Райт                                        | [ 10 ] |
| 1911 1.1—3.1.1912 Крайстчерч, Гаґлі Парк        | Австралазія (4) Норман Брукс (к) Алфред Данлоп Родні Гіт                                | 4                | Брукс             | 6:4              | 3:6              | 4:6              | 6:3              | 6:4              | Мак-Лафін            | 0                | США Вільям Ларнд (к) Моріс Мак-Лафін Білс Райт                                        | [ 10 ] |
| 1911 1.1—3.1.1912 Крайстчерч, Гаґлі Парк        | Австралазія (4) Норман Брукс (к) Алфред Данлоп Родні Гіт                                | 5                | Гіт               | технічна поразка | технічна поразка | технічна поразка | технічна поразка | технічна поразка | Райт                 | 0                | США Вільям Ларнд (к) Моріс Мак-Лафін Білс Райт                                        | [ 10 ] |
| 1912 28.11—30.11 Мельбурн Алберт Крікет Ґраунд  | Британські острови (5) Чарльз Діксон (к) Джеймс Парк Алфред Біміш                       | 3:2              | 3:2               | 3:2              | 3:2              | 3:2              | 3:2              | 3:2              | 3:2                  | 3:2              | Австралазія Норман Брукс (к) Альфред Данлоп Родні Гіт                                 | [ 11 ] |
| 1912 28.11—30.11 Мельбурн Алберт Крікет Ґраунд  | Британські острови (5) Чарльз Діксон (к) Джеймс Парк Алфред Біміш                       | 1                | Парк              | 8:6              | 6:3              | 5:7              | 6:2              | 6:2              | Брукс                | 0                | Австралазія Норман Брукс (к) Альфред Данлоп Родні Гіт                                 | [ 11 ] |
| 1912 28.11—30.11 Мельбурн Алберт Крікет Ґраунд  | Британські острови (5) Чарльз Діксон (к) Джеймс Парк Алфред Біміш                       | 2                | Діксон            | 5:7              | 6:4              | 6:4              | 6:4              | 6:4              | Гіт                  | 0                | Австралазія Норман Брукс (к) Альфред Данлоп Родні Гіт                                 | [ 11 ] |
| 1912 28.11—30.11 Мельбурн Алберт Крікет Ґраунд  | Британські острови (5) Чарльз Діксон (к) Джеймс Парк Алфред Біміш                       | 2                | Біміш/Парк        | 4:6              | 4:6              | 1:6              | 5:7              | 5:7              | Брукс/Данлоп         | 1                | Австралазія Норман Брукс (к) Альфред Данлоп Родні Гіт                                 | [ 11 ] |
| 1912 28.11—30.11 Мельбурн Алберт Крікет Ґраунд  | Британські острови (5) Чарльз Діксон (к) Джеймс Парк Алфред Біміш                       | 2                | Діксон            | 2:6              | 2:6              | 4:6              | 4:6              | 4:6              | Брукс                | 2                | Австралазія Норман Брукс (к) Альфред Данлоп Родні Гіт                                 | [ 11 ] |
| 1912 28.11—30.11 Мельбурн Алберт Крікет Ґраунд  | Британські острови (5) Чарльз Діксон (к) Джеймс Парк Алфред Біміш                       | 3                | Парк              | 6:2              | 6:2              | 6:4              | 6:4              | 6:4              | Гіт                  | 2                | Австралазія Норман Брукс (к) Альфред Данлоп Родні Гіт                                 | [ 11 ] |
| 1913 25.7—28.7 Лондон, Уорпл Роуд, Вібмлдон     | США (3) Гарольд Гакетт (к) Моріс Мак-Лафлін Річард Вільямс Воллес Джонсон Реймонд Літтл | 3:2              | 3:2               | 3:2              | 3:2              | 3:2              | 3:2              | 3:2              | 3:2                  | 3:2              | Британські острови Роджер Макнейр (к) Герберт Ропер-Барретт Джеймс Парк Чарльз Діксон | [ 12 ] |
| 1913 25.7—28.7 Лондон, Уорпл Роуд, Вібмлдон     | США (3) Гарольд Гакетт (к) Моріс Мак-Лафлін Річард Вільямс Воллес Джонсон Реймонд Літтл | 0                | Мак-Лафлін        | 10:8             | 5:7              | 4:6              | 6:1              | 5:7              | Парк                 | 1                | Британські острови Роджер Макнейр (к) Герберт Ропер-Барретт Джеймс Парк Чарльз Діксон | [ 12 ] |
| 1913 25.7—28.7 Лондон, Уорпл Роуд, Вібмлдон     | США (3) Гарольд Гакетт (к) Моріс Мак-Лафлін Річард Вільямс Воллес Джонсон Реймонд Літтл | 1                | Вільямс           | 8:6              | 3:6              | 6:2              | 1:6              | 7:5              | Діксон               | 1                | Британські острови Роджер Макнейр (к) Герберт Ропер-Барретт Джеймс Парк Чарльз Діксон | [ 12 ] |
| 1913 25.7—28.7 Лондон, Уорпл Роуд, Вібмлдон     | США (3) Гарольд Гакетт (к) Моріс Мак-Лафлін Річард Вільямс Воллес Джонсон Реймонд Літтл | 2                | Гакетт/Мак-Лафлін | 5:7              | 6:1              | 2:6              | 7:5              | 6:4              | Діксон/Ропер-Барретт | 1                | Британські острови Роджер Макнейр (к) Герберт Ропер-Барретт Джеймс Парк Чарльз Діксон | [ 12 ] |
| 1913 25.7—28.7 Лондон, Уорпл Роуд, Вібмлдон     | США (3) Гарольд Гакетт (к) Моріс Мак-Лафлін Річард Вільямс Воллес Джонсон Реймонд Літтл | 3                | Мак-Лафлін        | 8:6              | 8:6              | 6:3              | 6:2              | 6:2              | Діксон               | 1                | Британські острови Роджер Макнейр (к) Герберт Ропер-Барретт Джеймс Парк Чарльз Діксон | [ 12 ] |
| 1913 25.7—28.7 Лондон, Уорпл Роуд, Вібмлдон     | США (3) Гарольд Гакетт (к) Моріс Мак-Лафлін Річард Вільямс Воллес Джонсон Реймонд Літтл | 3                | Вільямс           | 2:6              | 7:5              | 7:5              | 4:6              | 2:6              | Парк                 | 2                | Британські острови Роджер Макнейр (к) Герберт Ропер-Барретт Джеймс Парк Чарльз Діксон | [ 12 ] |
| 1914 21.7—24.4 Нью Йорк , Вест-Сайд Тенніс Клаб | Австралазія (5) Норман Брукс (к) Тоні Вілдінг Альфред Данлоп Стенлі Даст                | 3:2              | 3:2               | 3:2              | 3:2              | 3:2              | 3:2              | 3:2              | 3:2                  | 3:2              | США Моріс Мак-Лафлін (к) Річард Вільямс Томас Банді Карл Бер                          | [ 13 ] |
| 1914 21.7—24.4 Нью Йорк , Вест-Сайд Тенніс Клаб | Австралазія (5) Норман Брукс (к) Тоні Вілдінг Альфред Данлоп Стенлі Даст                | 1                | Вілдінг           | 7:5              | 7:5              | 6:2              | 6:3              | 6:3              | Вільямс              | 0                | США Моріс Мак-Лафлін (к) Річард Вільямс Томас Банді Карл Бер                          | [ 13 ] |
| 1914 21.7—24.4 Нью Йорк , Вест-Сайд Тенніс Клаб | Австралазія (5) Норман Брукс (к) Тоні Вілдінг Альфред Данлоп Стенлі Даст                | 1                | Брукс             | 15:17            | 15:17            | 3:6              | 3:6              | 3:6              | Мак-Лафлін           | 1                | США Моріс Мак-Лафлін (к) Річард Вільямс Томас Банді Карл Бер                          | [ 13 ] |
| 1914 21.7—24.4 Нью Йорк , Вест-Сайд Тенніс Клаб | Австралазія (5) Норман Брукс (к) Тоні Вілдінг Альфред Данлоп Стенлі Даст                | 2                | Брукс/Вілдінг     | 6:3              | 6:3              | 8:6              | 9:7              | 9:7              | Банді/Мак-Лафлін     | 1                | США Моріс Мак-Лафлін (к) Річард Вільямс Томас Банді Карл Бер                          | [ 13 ] |
| 1914 21.7—24.4 Нью Йорк , Вест-Сайд Тенніс Клаб | Австралазія (5) Норман Брукс (к) Тоні Вілдінг Альфред Данлоп Стенлі Даст                | 3                | Брукс             | 6:1              | 6:2              | 8:10             | 6:3              | 6:3              | Вільямс              | 1                | США Моріс Мак-Лафлін (к) Річард Вільямс Томас Банді Карл Бер                          | [ 13 ] |
| 1914 21.7—24.4 Нью Йорк , Вест-Сайд Тенніс Клаб | Австралазія (5) Норман Брукс (к) Тоні Вілдінг Альфред Данлоп Стенлі Даст                | 3                | Вілдінг           | 2:6              | 3:6              | 6:2              | 2:6              | 2:6              | Мак-Лафлін           | 2                | США Моріс Мак-Лафлін (к) Річард Вільямс Томас Банді Карл Бер                          | [ 13 ] |
| У 1915—1918 роках турнір не проводився          |                                                                                         |                  |                   |                  |                  |                  |                  |                  |                      |                  |                                                                                       |        |
| 1919 16.1—21.1.1920 Сідней Дабл Бей Ґраунд      | Австралазія (6) Норман Брукс (к) Джеральд Паттерсон Джеймс Андерсон                     | 4:1              | 4:1               | 4:1              | 4:1              | 4:1              | 4:1              | 4:1              | 4:1                  | 4:1              | Велика Британія Елджернон Кінгскоут (к) Артур Лоу Альфред Біміш                       | [ 14 ] |
| 1919 16.1—21.1.1920 Сідней Дабл Бей Ґраунд      | Австралазія (6) Норман Брукс (к) Джеральд Паттерсон Джеймс Андерсон                     | 0                | Андерсон          | 5:7              | 2:6              | 2:6              | 4:6              | 4:6              | Кінгкоут             | 1                | Велика Британія Елджернон Кінгскоут (к) Артур Лоу Альфред Біміш                       | [ 14 ] |
| 1919 16.1—21.1.1920 Сідней Дабл Бей Ґраунд      | Австралазія (6) Норман Брукс (к) Джеральд Паттерсон Джеймс Андерсон                     | 1                | Паттерсон         | 6:4              | 6:3              | 2:6              | 6:3              | 6:3              | Лоу                  | 1                | Велика Британія Елджернон Кінгскоут (к) Артур Лоу Альфред Біміш                       | [ 14 ] |
| 1919 16.1—21.1.1920 Сідней Дабл Бей Ґраунд      | Австралазія (6) Норман Брукс (к) Джеральд Паттерсон Джеймс Андерсон                     | 2                | Брукс/Паттерсон   | 6:0              | 6:0              | 6:0              | 6:2              | 6:2              | Біміш/Кінгкоут       | 1                | Велика Британія Елджернон Кінгскоут (к) Артур Лоу Альфред Біміш                       | [ 14 ] |
| 1919 16.1—21.1.1920 Сідней Дабл Бей Ґраунд      | Австралазія (6) Норман Брукс (к) Джеральд Паттерсон Джеймс Андерсон                     | 3                | Паттерсон         | 6:4              | 6:4              | 6:4              | 8:6              | 8:6              | Кінгкоут             | 1                | Велика Британія Елджернон Кінгскоут (к) Артур Лоу Альфред Біміш                       | [ 14 ] |
| 1919 16.1—21.1.1920 Сідней Дабл Бей Ґраунд      | Австралазія (6) Норман Брукс (к) Джеральд Паттерсон Джеймс Андерсон                     | 4                | Андерсон          | 6:4              | 5:7              | 6:3              | 4:6              | 12:10            | Лоу                  | 1                | Велика Британія Елджернон Кінгскоут (к) Артур Лоу Альфред Біміш                       | [ 14 ] |

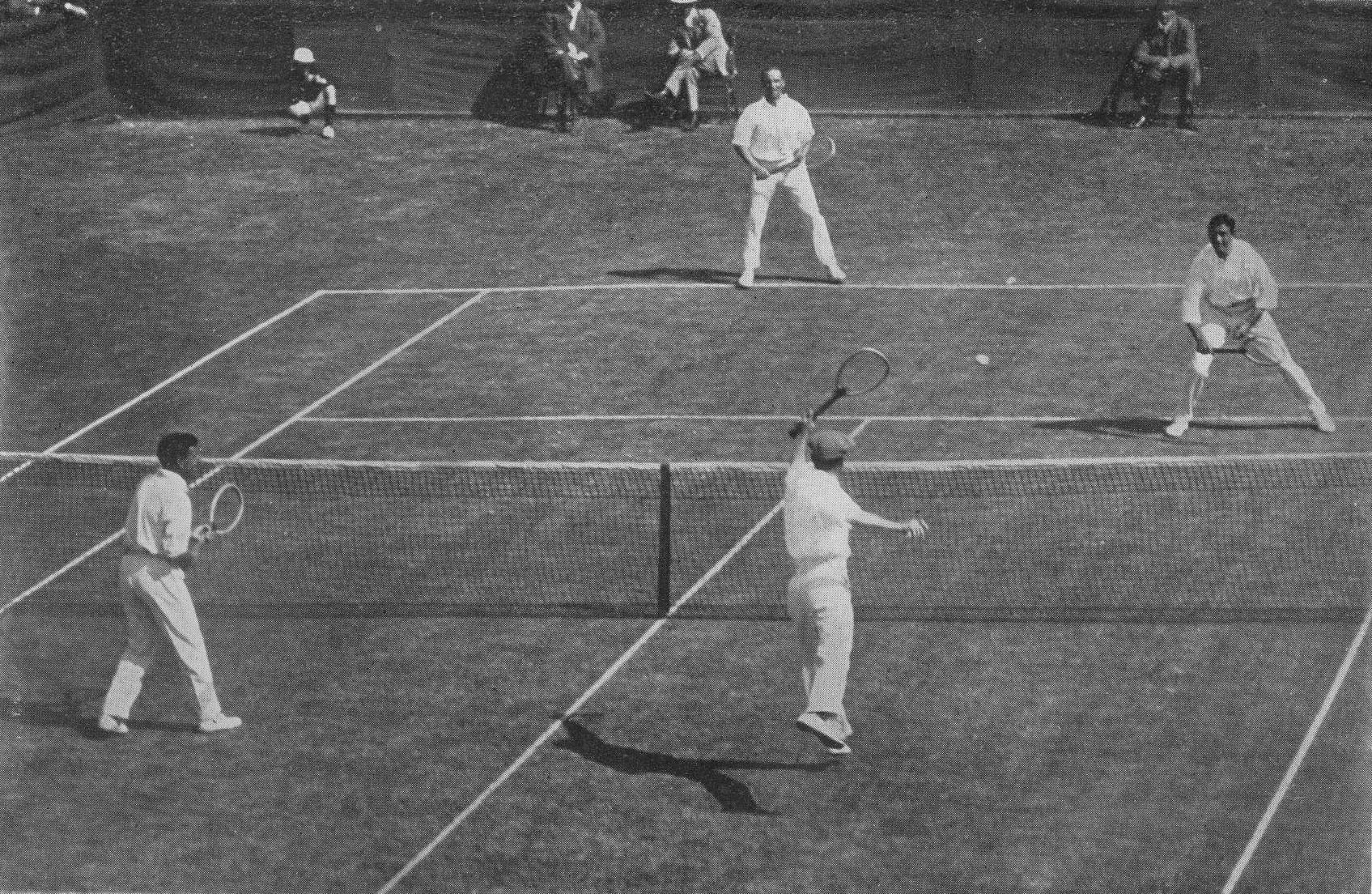
Фінал 1912 року: спереду ліворуч Данлоп, вправо — Брукс, позаду ліворуч Парк, праворуч — Біміш
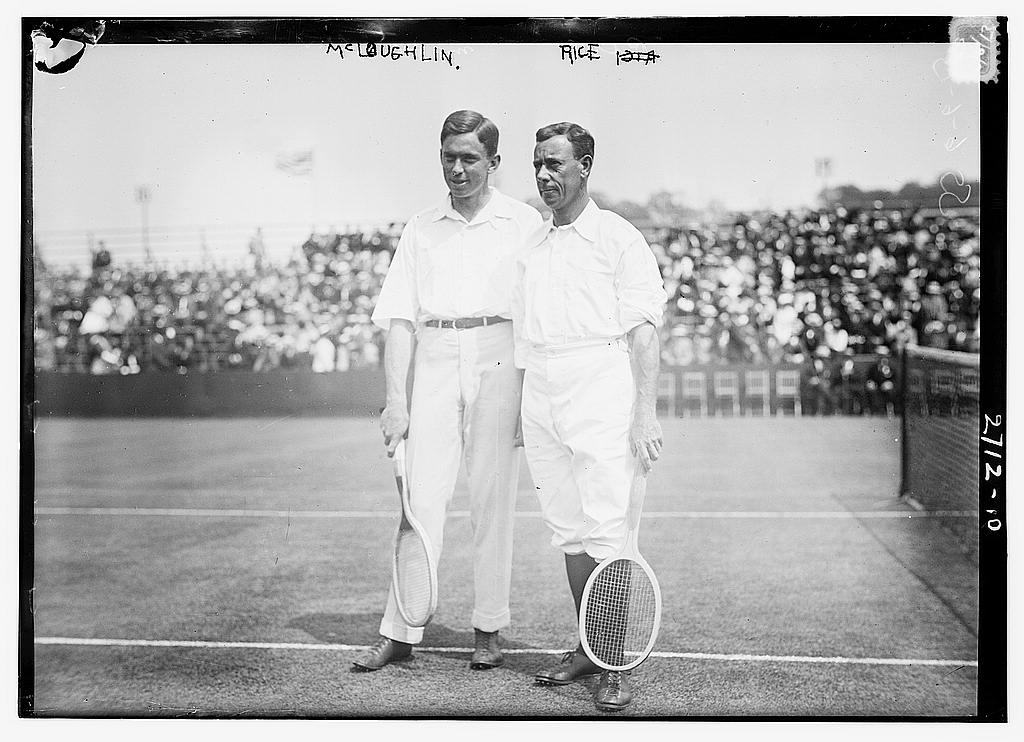
Мак-Лафін ліворуч, Райс — праворуч
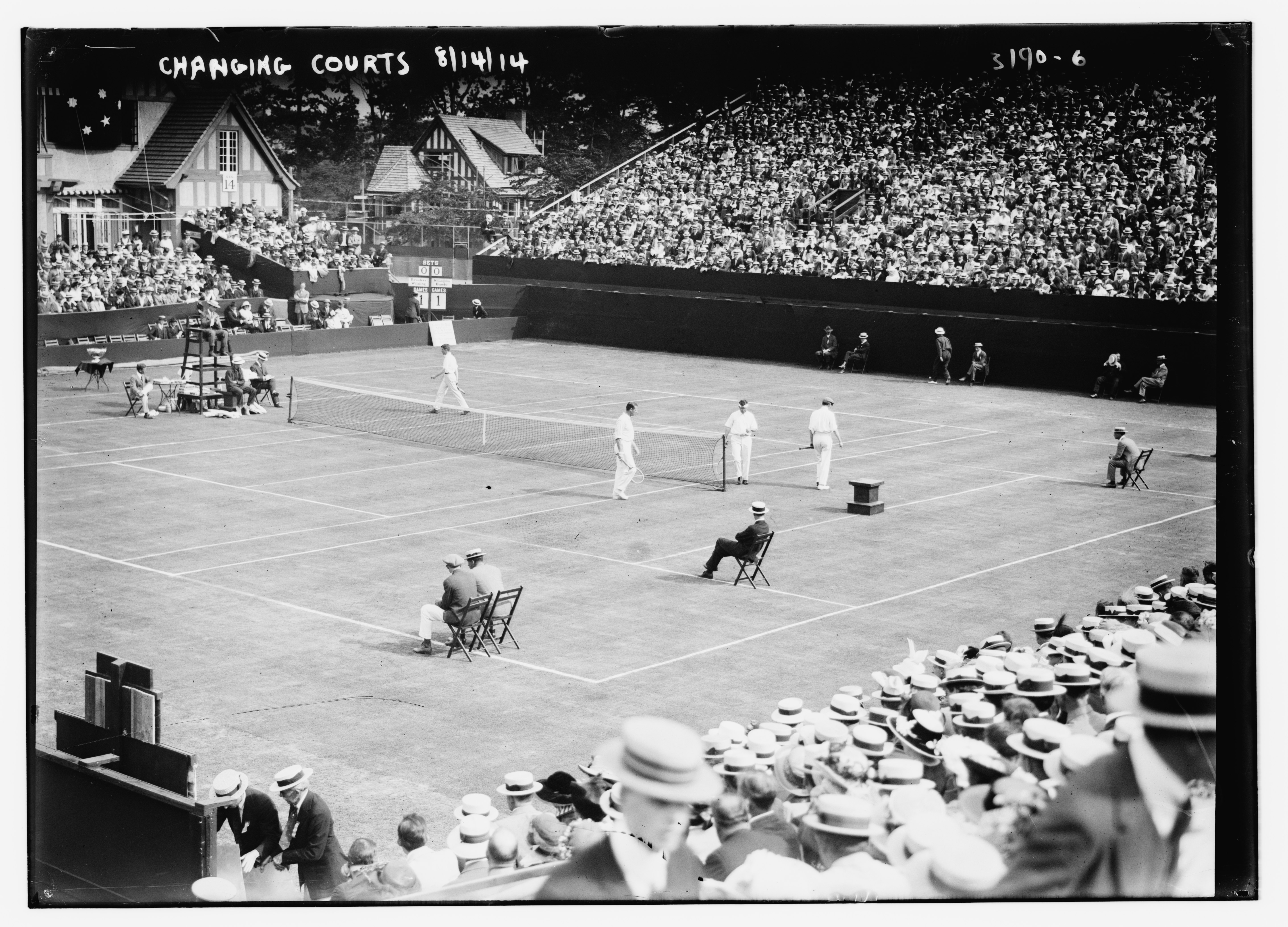
Зміна сторін під час фіналу 1914 року

### 1920—1929
| Рік та місце проведення                                            | Переможець турніру | Рахунок у фіналі | Рахунок у фіналі | Рахунок у фіналі | Рахунок у фіналі | Рахунок у фіналі | Рахунок у фіналі | Рахунок у фіналі | Рахунок у фіналі | Рахунок у фіналі | Фіналіст                                                                                  | Прим.  |
| ------------------------------------------------------------------ | --- | ---------------- | --- | ---------------- | ---------------- | ---------------- | ---------------- | ---------------- | ---------------- | ---------------- | ----------------------------------------------------------------------------------------- | ------ |
| 1920                                                               | США (4) |                  | 5:0 |                  |                  |                  |                  |                  |                  |                  | Австралазія                                                                               |        |
| 1921 2.9—5.9 Нью-Йорк                                              | США (5) Річард Вільямс (к) Білл Тілден Ватсон Вошберн Білл Джонстон                                                        |                  | 5:0 Джонстон vs Кумаґе (6—2, 6—4, 6—2) Тілден vs Сімідзу (5—7, 4—6, 7—5, 6—2, 6—1) Вошберн і Вільямс vs Кумаґе та Сімідзу (6—2, 7—5, 4—6, 7—5) Тілден vs Кумаґе (9—7, 6—4, 6—1) Джонстон vs Сімідзу (6—3, 5—7, 6—2, 6—4)    |                  |                  |                  |                  |                  |                  |                  | Японія Ічія Кумаґе (к) Сейхіро Кашіо Дзендзо Сімідзу                                      | [ 15 ] |
| 1922                                                               | США (6) |                  | 4:1 |                  |                  |                  |                  |                  |                  |                  | Австралазія                                                                               |        |
| 1923                                                               | США (7) |                  | 4:1 |                  |                  |                  |                  |                  |                  |                  | Австралія                                                                                 |        |
| 1924                                                               | США (8) |                  | 5:0 |                  |                  |                  |                  |                  |                  |                  | Австралія                                                                                 |        |
| 1925                                                               | США (9) |                  | 5:0 |                  |                  |                  |                  |                  |                  |                  | Франція                                                                                   |        |
| 1926                                                               | США (10) |                  | 4:1 |                  |                  |                  |                  |                  |                  |                  | Франція                                                                                   |        |
| 1927 8.9—10.9 Філадельфія                                          | Франція (1) П'єр Жілу (к) Жан Боротра Жак Бруньйон Анрі Коше Рене Лакост                                                   |                  | 3:2 Лакост vs Джонстон (6—3, 6—2, 6—2) Коше vs Тілден (4—6, 6—2, 2—6, 6—8) Боротра і Бруйньйон vs Гантер і Тілден (6—3, 3—6, 3—6, 6—4, 0—6) Лакост vs Тілден (6—3, 4—6, 6—3, 6—2) Коше vs Джонстон (6—4, 4—6, 6—2, 6—4)     |                  |                  |                  |                  |                  |                  |                  | США Чарльз Гарланд (к) Френк Гантер Білл Джонстон Білл Тілден Річард Вільямс              | [ 16 ] |
| 1928 27.7—29.7 Париж                                               | Франція (2) П'єр Жілу (к) Жан Боротра Жак Бруньйон Анрі Коше Рене Лакост                                                   |                  | 4:1 Лакост vs Тілден (6—1, 4—6, 4—6, 6—2, 3—6) Коше vs Геннессі (5—7, 9—7, 6—3, 6—0) Боротра і Коше vs Гантер і Тілден (6—4, 6—8, 7—5, 4—6, 6—2) Коше vs Тілден (9—7, 8—6, 6—4) Лакост vs Геннессі (4—6, 6—1, 7—5, 6—3)     |                  |                  |                  |                  |                  |                  |                  | США Джозеф Вір (к) Джордж Лотт Білл Тілден Френк Гантер Джон Геннессі                     | [ 17 ] |
| 1929 26.7—28.7 Париж                                               | Франція (3) П'єр Жілу (к) Жан Боротра Жак Бруньйон Анрі Коше Крістіан Буссю                                                |                  | 3:2 Коше vs Тілден (6—3, 6—1, 6—2) Боротра vs Лотт (6—1, 3—6, 6—4, 7—5) Боротра і Коше vs Аллісон і ван Рін (1—6, 6—8, 4—6) Боротра vs Тілден (6—4, 1—6, 4—6, 5—7) Коше vs Лотт (6—1, 3—6, 6—0, 6—3)                        |                  |                  |                  |                  |                  |                  |                  | США Фітц—Юджин Діксон (к) Джон ван Рін Білл Тілден Джордж Лотт Вілмер Аллісон             | [ 18 ] |
| 1930 25.7—27.7 Париж                                               | Франція (4) П'єр Жілу (к) Жан Боротра Жак Бруньйон Анрі Коше Крістіан Буссю                                                |                  | 4:1 Боротра vs Тілден (6—2, 5—7, 4—6, 5—7) Коше vs Лотт (6—4, 6—2, 6—2) Бруньйон і Коше vs Аллісон і ван Рін (6—3, 7—5, 1—6, 6—2) Боротра vs Лотт (5—7, 6—3, 2—6, 6—2, 8—6) Коше vs Тілден (4—6, 6—3, 6—1, 7—5)             |                  |                  |                  |                  |                  |                  |                  | США Фітц—Юджин Діксон (к) Джон ван Рін Білл Тілден Джордж Лотт Вілмер Аллісон             | [ 19 ] |
| 1931                                                               | Франція (5) |                  | 3:2 |                  |                  |                  |                  |                  |                  |                  | Велика Британія                                                                           |        |
| 1932                                                               | Франція (6) |                  | 3:2 |                  |                  |                  |                  |                  |                  |                  | США                                                                                       |        |
| 1933                                                               | Велика Британія (6) |                  | 3:2 |                  |                  |                  |                  |                  |                  |                  | Франція                                                                                   |        |
| 1934                                                               | Велика Британія (7) |                  | 4:1 |                  |                  |                  |                  |                  |                  |                  | США                                                                                       |        |
| 1935                                                               | Велика Британія (8) |                  | 5:0 |                  |                  |                  |                  |                  |                  |                  | США                                                                                       |        |
| 1936                                                               | Велика Британія (9) |                  | 3:2 |                  |                  |                  |                  |                  |                  |                  | Австралія                                                                                 |        |
| 1937 24.7—27.7 Лондон                                              | США (11) Волтер Пейт (к) Дон Бадж Джин Мако Френк Паркер Браян Грант                                                       |                  | 4:1 Паркер vs Остін (3—6, 2—6, 5—7) Бадж vs Гейр (15—13, 6—1, 6—2) Бадж і Мако vs Такі і Вайлд (6—3, 7—5, 7—9, 12—10) Паркер vs Гейр (6—2, 6—4, 6—2) Бадж vs Остін (8—6, 3—6, 6—4, 6—3)                                     |                  |                  |                  |                  |                  |                  |                  | Велика Британія Герберт Баррет (к) Френк Вайлд Реймонд Такі Чарльз Гейр Банні Остін       | [ 20 ] |
| 1938 3.9—5.9 Філадельфія                                           | США (12) Волтер Пейт (к) Дон Бадж Джин Мако Боббі Ріггз Джозеф Гант                                                        |                  | 3:2 Ріггз vs Квіст (4—6, 6—0, 8—6, 6—1) Бадж vs Бромвіч (6—2, 6—3, 4—6, 7—5) Бадж і Мако vs Бромвіч і Квіст (6—0, 3—6, 4—6, 2—6) Бадж vs Квіст (8—6, 6—1, 6—2) Ріггз vs Бромвіч (4—6, 6—4, 6—0, 6—2)                        |                  |                  |                  |                  |                  |                  |                  | Австралія Гаррі Гопман (к) Джон Бромвіч Адріан Квіст Леонард Швартц                       | [ 21 ] |
| 1939 2.9—5.9 Гейверфорд                                            | Австралія (7) Гаррі Гопман (к) Джон Бромвіч Адріан Квіст Джек Кроуфорд                                                     |                  | 3:2 Бромвіч vs Ріггз (4—6, 0—6, 5—7) Квіст vs Паркер (3—6, 6—2, 4—6, 6—1, 5—7) Бромвіч і Квіст vs Гант і Креймер (5—7, 6—2, 7—5, 6—2) Квіст vs Ріггз (6—1, 6—4, 3—6, 3—6, 6—4) Бромвіч vs Паркер (6—0, 6—3, 6—1)            |                  |                  |                  |                  |                  |                  |                  | США Волтер Пейт (к) Джек Креймер Френк Паркер Боббі Ріггз Джозеф Гант                     | [ 22 ] |
| З 1940 по 1945 роки турнір не проводився через Другу світову війну | |                  | |                  |                  |                  |                  |                  |                  |                  |                                                                                           |        |
| 1946 26.12—30.12 Мельбурн                                          | США (13) Волтер Пейт (к) Джек Креймер Тед Шредер Гарднар Маллой Френк Паркер                                               |                  | 5:0 Шредер vs Бромвіч (3—6, 6—1, 6—2, 0—6, 6—3) Креймер vs Пейлс (8—6, 6—2, 9—7) Креймер і Шредер vs Бромвіч і Квіст (6—2, 7—5, 6—4) Креймер vs Бромвіч (8—6, 6—4, 6—4) Маллой vs Пейлс (6—3, 6—3, 6—4)                     |                  |                  |                  |                  |                  |                  |                  | Австралія Джеральд Паттерсон (к) Колін Лонг Адріан Квіст Дінні Пейлс Джон Бромвіч         | [ 23 ] |
| 1947 30.8—1.9 Нью-Йорк                                             | США (14) Олрік Мен (к) Джек Креймер Тед Шредер Гарднар Маллой Френк Паркер                                                 |                  | 4:1 Креймер vs Пейлс (6—2, 6—1, 6—2) Шредер vs Бромвіч (6—4, 5—7, 6—3, 6—4) Креймер і Шредер vs Бромвіч і Лонг (4—6, 6—2, 2—6, 4—6) Шредер vs Пейлс (6—3, 8—6, 4—6, 9—11, 10—8) Креймер vs Бромвіч (6—3, 6—2, 6—2)          |                  |                  |                  |                  |                  |                  |                  | Австралія Рой Коулінг (к) Колін Лонг Джеффрі Бравн Дінні Пейлс Джон Бромвіч               | [ 24 ] |
| 1948 4.9—6.9 Нью-Йорк                                              | США (15) Олрік Мен (к) Тед Шредер Гарднар Маллой Білл Талберт Френк Паркер                                                 |                  | 5:0 Паркер vs Сідвелл (6—4, 6—4, 6—4) Шредер vs Квіст (6—3, 4—6, 6—0, 6—0) Маллой і Талберт vs Лонг і Сідвелл (8—6, 9—7, 2—6, 7—5) Шредер vs Сідвелл (6—2, 6—1, 6—1) Паркер vs Квіст (6—2, 6—2, 6—3)                        |                  |                  |                  |                  |                  |                  |                  | Австралія Адріан Квіст (к) Колін Лонг Освальд Сідвелл Джефрі Бравн                        | [ 25 ] |
| 1949 26.8—28.8 Нью-Йорк                                            | США (16) Олрік Мен (к) Тед Шредер Гарднар Маллой Білл Талберт Панчо Гонсалес                                               |                  | 4:1 Шредер vs Сідвелл (6—1, 5—7, 4—6, 6—2, 6—3) Гонсалес vs Седгмен (8—6, 6—4, 9—7) Маллой і Талберт vs Сідвелл і Бромвіч (6—3, 6—4, 8—10, 7—9, 7—9) Шредер vs Седгмен (6—4, 6—3, 6—3) Гонсалес vs Сідвелл (6—1, 6—3, 6—3)  |                  |                  |                  |                  |                  |                  |                  | Австралія Джон Бромвіч (к) Освальд Сідвелл Френк Седгмен                                  | [ 26 ] |
| 1950 25.8—27.8 Нью-Йорк                                            | Австралія (8) Гаррі Гопмен (к) Джон Бромвіч Кен Макгрегор Джордж Вортінгтон Френк Седгмен                                  |                  | 4:1 Седгмен vs Бравн (6—0, 8—6, 9—7) Макгрегор vs Шредер (13—11, 6—3, 6—4) Бромвіч і Седгмен vs Маллой і Шредер (4—6, 6—4, 6—2, 4—6, 6—4) Седгмен vs Шредер (6—2, 6—2, 6—2) Макгрегор vs Бравн (11—9, 10—8, 9—11, 1—6, 4—6) |                  |                  |                  |                  |                  |                  |                  | США Олрік Мен (к) Тед Шредер Гарднар Маллой Томас Бравн Білл Талберт                      | [ 27 ] |
| 1951 26.12—28.12 Сідней                                            | Австралія (9) Гаррі Гопмен (к) Френк Седгмен Кен Макгрегор Мервін Ровз Ян Ейр                                              |                  | 3:2 Ровз vs Сейксас (3—6, 4—6, 7—9) Седгмен vs Шредер (6—4, 6—3, 4—6, 6—4) Макгрегор і Седгмен vs Шредер і Траберт (6—2, 9—7, 6—3) Ровз vs Шредер (4—6, 11—13, 5—7) Седгмен vs Сейксас (6—4, 6—2, 6—2)                      |                  |                  |                  |                  |                  |                  |                  | США Френк Шілдс (к) Тед Шредер Вік Сейксас Тоні Траберт Дік Савітт                        | [ 28 ] |
| 1952 29.12—31.12 Аделаїда                                          | Австралія (10) Гаррі Гопмен (к) Кен Макгрегор Мервін Ровз Френк Седгмен Л'ю Говд                                           |                  | 4:1 Седгмен vs Сейксас (6—3, 6—4, 6—3) Макгрегор vs Траберт (11—9, 6—4, 6—1) Макгрегор і Седгмен vs Сейксас і Траберт (6—3, 6—4, 1—6, 6—3) Седгмен vs Траберт (7—5, 6—4, 10—8) Макгрегор vs Сейксас (3—6, 6—8, 8—6, 3—6)    |                  |                  |                  |                  |                  |                  |                  | США Вік Сейксас (к) Тоні Траберт Стрейт Кларк Гамілтон Річардсон                          | [ 29 ] |
| 1953                                                               | Австралія (11) |                  | 3:2 |                  |                  |                  |                  |                  |                  |                  | США                                                                                       |        |
| 1954                                                               | США (17) |                  | 3:2 |                  |                  |                  |                  |                  |                  |                  | Австралія                                                                                 |        |
| 1955                                                               | Австралія (12) |                  | 5:0 |                  |                  |                  |                  |                  |                  |                  | США                                                                                       |        |
| 1956                                                               | Австралія (13) |                  | 5:0 |                  |                  |                  |                  |                  |                  |                  | США                                                                                       |        |
| 1957                                                               | Австралія (14) |                  | 3:2 |                  |                  |                  |                  |                  |                  |                  | США                                                                                       |        |
| 1958                                                               | США (18) |                  | 3:2 |                  |                  |                  |                  |                  |                  |                  | Австралія                                                                                 |        |
| 1959                                                               | Австралія (15) |                  | 3:2 |                  |                  |                  |                  |                  |                  |                  | США                                                                                       |        |
| 1960                                                               | Австралія (16) |                  | 4:1 |                  |                  |                  |                  |                  |                  |                  | Італія                                                                                    |        |
| 1961                                                               | Австралія (17) |                  | 5:0 |                  |                  |                  |                  |                  |                  |                  | Італія                                                                                    |        |
| 1962                                                               | Австралія (18) |                  | 5:0 |                  |                  |                  |                  |                  |                  |                  | Мексика                                                                                   |        |
| 1963                                                               | США (19) |                  | 3:2 |                  |                  |                  |                  |                  |                  |                  | Австралія                                                                                 |        |
| 1964                                                               | Австралія (19) |                  | 3:2 |                  |                  |                  |                  |                  |                  |                  | США                                                                                       |        |
| 1965                                                               | Австралія (20) |                  | 4:1 |                  |                  |                  |                  |                  |                  |                  | Іспанія                                                                                   |        |
| 1966                                                               | Австралія (21) |                  | 4:1 |                  |                  |                  |                  |                  |                  |                  | Індія                                                                                     |        |
| 1967                                                               | Австралія (22) |                  | 4:1 |                  |                  |                  |                  |                  |                  |                  | Іспанія                                                                                   |        |
| 1968                                                               | США (20) |                  | 4:1 |                  |                  |                  |                  |                  |                  |                  | Австралія                                                                                 |        |
| 1969                                                               | США (21) |                  | 5:0 |                  |                  |                  |                  |                  |                  |                  | Румунія                                                                                   |        |
| 1970                                                               | США (22) |                  | 5:0 |                  |                  |                  |                  |                  |                  |                  | ФРН                                                                                       |        |
| 1971                                                               | США (23) |                  | 3:2 |                  |                  |                  |                  |                  |                  |                  | Румунія                                                                                   |        |
| 1972                                                               | США (24) |                  | 3:2 |                  |                  |                  |                  |                  |                  |                  | Румунія                                                                                   |        |
| 1973                                                               | Австралія (23) |                  | 5:0 |                  |                  |                  |                  |                  |                  |                  | США                                                                                       |        |
| 1974                                                               | Південна Африка (1) |                  | технічна поразка (неявка) |                  |                  |                  |                  |                  |                  |                  | Індія                                                                                     |        |
| 1975                                                               | Швеція (1) |                  | 3:2 |                  |                  |                  |                  |                  |                  |                  | Чехословаччина                                                                            |        |
| 1976                                                               | Італія (1) |                  | 4:1 |                  |                  |                  |                  |                  |                  |                  | Чилі                                                                                      |        |
| 1977                                                               | Австралія (24) |                  | 3:1 |                  |                  |                  |                  |                  |                  |                  | Італія                                                                                    |        |
| 1978                                                               | США (25) |                  | 4:1 |                  |                  |                  |                  |                  |                  |                  | Велика Британія                                                                           |        |
| 1979                                                               | США (26) |                  | 5:0 |                  |                  |                  |                  |                  |                  |                  | Італія                                                                                    |        |
| 1980                                                               | Чехословаччина (1) |                  | 4:1 |                  |                  |                  |                  |                  |                  |                  | Італія                                                                                    |        |
| 1981                                                               | США (27) |                  | 3:1 |                  |                  |                  |                  |                  |                  |                  | Аргентина                                                                                 |        |
| 1982                                                               | США (28) |                  | 4:1 |                  |                  |                  |                  |                  |                  |                  | Франція                                                                                   |        |
| 1983                                                               | Австралія (25) |                  | 3:2 |                  |                  |                  |                  |                  |                  |                  | Швеція                                                                                    |        |
| 1984                                                               | Швеція (2) |                  | 4:1 |                  |                  |                  |                  |                  |                  |                  | США                                                                                       |        |
| 1985                                                               | Швеція (3) |                  | 3:2 |                  |                  |                  |                  |                  |                  |                  | ФРН                                                                                       |        |
| 1986                                                               | Австралія (26) |                  | 3:2 |                  |                  |                  |                  |                  |                  |                  | Швеція                                                                                    |        |
| 1987                                                               | Швеція (4) |                  | 5:0 |                  |                  |                  |                  |                  |                  |                  | Індія                                                                                     |        |
| 1988                                                               | ФРН (1) |                  | 4:1 |                  |                  |                  |                  |                  |                  |                  | Швеція                                                                                    |        |
| 1989                                                               | ФРН (2) |                  | 3:2 |                  |                  |                  |                  |                  |                  |                  | Швеція                                                                                    |        |
| 1990                                                               | США (29) |                  | 3:2 |                  |                  |                  |                  |                  |                  |                  | Австралія                                                                                 |        |
| 1991                                                               | Франція (7) |                  | 3:1 |                  |                  |                  |                  |                  |                  |                  | США                                                                                       |        |
| 1992                                                               | США (30) |                  | 3:1 |                  |                  |                  |                  |                  |                  |                  | Швейцарія                                                                                 |        |
| 1993                                                               | Німеччина (3) |                  | 4:1 |                  |                  |                  |                  |                  |                  |                  | Австралія                                                                                 |        |
| 1994                                                               | Швеція (5) |                  | 4:1 |                  |                  |                  |                  |                  |                  |                  | Росія                                                                                     |        |
| 1995                                                               | США (31) |                  | 3:2 |                  |                  |                  |                  |                  |                  |                  | Росія                                                                                     |        |
| 1996                                                               | Франція (8) |                  | 3:2 |                  |                  |                  |                  |                  |                  |                  | Швеція                                                                                    |        |
| 1997                                                               | Швеція (6) |                  | 5:0 |                  |                  |                  |                  |                  |                  |                  | США                                                                                       |        |
| 1998                                                               | Швеція (7) |                  | 4:1 |                  |                  |                  |                  |                  |                  |                  | Італія                                                                                    |        |
| 1999                                                               | Австралія (27) |                  | 3:2 |                  |                  |                  |                  |                  |                  |                  | Франція                                                                                   |        |
| 2000                                                               | Іспанія (1) |                  | 3:1 |                  |                  |                  |                  |                  |                  |                  | Австралія                                                                                 |        |
| 2001                                                               | Франція (9) |                  | 3:2 |                  |                  |                  |                  |                  |                  |                  | Австралія                                                                                 |        |
| 2002                                                               | Росія (1) |                  | 3:2 |                  |                  |                  |                  |                  |                  |                  | Франція                                                                                   |        |
| 2003                                                               | Австралія (28) |                  | 3:1 |                  |                  |                  |                  |                  |                  |                  | Іспанія                                                                                   |        |
| 2004                                                               | Іспанія (2) |                  | 3:2 |                  |                  |                  |                  |                  |                  |                  | США                                                                                       |        |
| 2005                                                               | Хорватія (1) |                  | 3:2 |                  |                  |                  |                  |                  |                  |                  | Словаччина                                                                                |        |
| 2006                                                               | Росія (2) |                  | 3:2 |                  |                  |                  |                  |                  |                  |                  | Аргентина                                                                                 |        |
| 2007                                                               | США (32) |                  | 4:1 |                  |                  |                  |                  |                  |                  |                  | Росія                                                                                     |        |
| 2008                                                               | Іспанія (3) |                  | 3:1 |                  |                  |                  |                  |                  |                  |                  | Аргентина                                                                                 |        |
| 2009                                                               | Іспанія (4) |                  | 5:0 |                  |                  |                  |                  |                  |                  |                  | Чехія                                                                                     |        |
| 2010                                                               | Сербія (1) |                  | 3:2 |                  |                  |                  |                  |                  |                  |                  | Франція                                                                                   |        |
| 2011                                                               | Іспанія (5) |                  | 3:1 |                  |                  |                  |                  |                  |                  |                  | Аргентина                                                                                 |        |
| 2012                                                               | Чехія (2) |                  | 3:2 |                  |                  |                  |                  |                  |                  |                  | Іспанія                                                                                   |        |
| 2013                                                               | Чехія (3) |                  | 3:2 |                  |                  |                  |                  |                  |                  |                  | Сербія                                                                                    |        |
| 2014                                                               | Швейцарія (1) |                  | 3:1 |                  |                  |                  |                  |                  |                  |                  | Франція                                                                                   |        |
| 2015                                                               | Велика Британія (10) |                  | 3:1 |                  |                  |                  |                  |                  |                  |                  | Бельгія                                                                                   |        |
| 2016                                                               | Аргентина (1) |                  | 3:2 |                  |                  |                  |                  |                  |                  |                  | Хорватія                                                                                  |        |
| 2017                                                               | Франція (10) |                  | 3:2 |                  |                  |                  |                  |                  |                  |                  | Бельгія                                                                                   |        |
| 2018                                                               | Хорватія (2) |                  | 3:1 |                  |                  |                  |                  |                  |                  |                  | Франція                                                                                   |        |
| 2019 24.11 Мадрид                                                  | Іспанія (6) Серхі Бругера (к) Рафаель Надаль Роберто Баутіста Агут Пабло Карреньо Буста Фелісіано Лопес Марсель Гранольєрс |                  | 2:0 Баутіста Агут vs Оже-Альяссім (7—67—3, 6—3) Надаль vs Шаповало (6—3, 7—69—7) Лопес і Гранольєрс vs Шаповалов і Поспішил (не зіграно)                                                                                    |                  |                  |                  |                  |                  |                  |                  | Канада Френк Данцевич (к) Фелікс Оже-Аліассім Денис Шаповалов Брейден Шнур Васек Поспішил | [ 30 ] |